# Zoltán Ésik
Zoltán Ésik, né le 25 juin 1951 à Szeged et mort le 26 mai 2016 à Reykjavík, est un mathématicien, informaticien théoricien et logicien hongrois. 

## Biographie
Zoltán Ésik est étudiant à l'Université de Szeged de 1969 à 1974, où il obtient un M. Sc.. Il obtient un doctorat d'université (Ph. D.) en 1979, avec une thèse intitulée « Decidability results concerning tree transformations », puis un diplôme de Candidate de l'Académie hongroise des sciences en 1985 (Top-down tree transformations), une habilitation en informatique à l'Université de Szegeden 1995 (Iteration Theories) et en 1996 un doctorat de l'Académie hongroise des sciences (Iteration Theories).
De 1974 à 1978, Zoltán Ésik est professeur assistant au département d'informatique de l'université de Szeged, puis lecteur (1979-1986), ensuite professeur associé (1987-1996), un poste à temps partiel à l'université de Debrecen en 1996-1997, enfin depuis 1997 professeur titulaire au département des Fondements de l'informatique à l'Institut d'informatique de l'université de Szeged, département qu'il dirige depuis octobre 2003.  
En 1988-89, il est Research Fellow Alexander von Humboldt à l'Institut d'informatique de l'Université Technique de Munich.
Zoltán Ésik a effectué de nombreux séjours à l’étranger, à Kyoto, Bordeaux, Dresde, Paris (Université Denis Diderot), Aalborg,  Waterloo, Aizu, Hoboken, Stuttgart, Édimbourg, Munich, New Jersey.

## Distinctions et responsabilités scientifiques
- Fellow de l'EATCS, 2016 « pour ses contributions aux domaines des automates et langages formels, les théories de l'itération, algèbre et logique en informatique théorique, et en particulier à leur connexions. Il a su appliquer des théorèmes profonds de certains domaines à d'autres sujets, donnant des démonstrations particulièrement courtes, belles et mathématiquement concises »[3].
- Membre élu de l'Academia Europaea, 2010[2]
- Membre du comité de sélection du prix Presburger, 2015-2017
- Membre du conseil de l'EATCS (2003 - 2015)
- Membre de l'IFIP, TC1 depuis 2000 IFIP WG 1.8, Working Group on Concurrency
- Membre du conseil de l'European Association for Computer Science Logic (EACSL) 2005-2010

Zoltán Ésik était membre de très nombreux comités de programmes de conférences internationales, membre du steering committee de plusieurs d'entre elles, et membre du comité de rédaction de plusieurs revues scientifiques.

## Domaines de recherche
Les domaines de recherche de Zoltán Ésik sont les automates et langages formels, la théorie des catégories et les logiques en informatique; il a contribué beaucoup à la théorie des demi-anneaux dans le cadre des applications aux automates pondérés ; il a approfondi la théorie des points fixes, et les théories itératives. Il est l'auteur de nombreux d'articles scientifiques ; il a publié une monographie sur les théories itératives avec Stephen L. Bloom (1940-2010) et contribué à de nombreux chapitres de manuels de recherche en informatique théorique.
- Stephen L. Bloom et Zoltán Ésik, Iteration Theories - The Equational Logic of Iterative Processes, Springer, coll. « EATCS Monographs on Theoretical Computer Science », 1993, xv+632 (ISBN 978-3-642-78036-3)